# Махлаюк, Александр Валентинович
Алекса́ндр Валенти́нович Махлаю́к (род. 19 декабря 1961, Горький, РСФСР, СССР) — российский историк-антиковед, переводчик древних авторов. Доктор исторических наук (2005), профессор Института международных отношений и мировой истории (ИМОМИ) Нижегородского государственного университета (2011), заведующий кафедрой истории Древнего мира и Средних веков. Почётный работник высшего профессионального образования Российской Федерации (2015).

## Биография
Александр Махлаюк родился в городе Горьком (ныне Нижний Новгород) 19 декабря 1961 года. В 1984 году окончил исторический факультет Горьковского университета имени Н. И. Лобачевского (ныне Нижегородский государственный университет, ННГУ). 5 лет спустя устроился на работу в университет на кафедре истории Древнего мира и Средних веков. В 1991 году поступил в аспирантуру кафедры истории Древнего мира МГУ имени Ломоносова и в 1995 году, через год после её окончания, защитил диссертацию на кандидата исторических наук под руководством профессора В. И. Кузищина. Тема — «Некоторые ментальные аспекты корпоративности римской армии». После этого вернулся в ННГУ и в 2005 защитил уже докторскую диссертацию на тему «Традиция, ментальность и идеология римской императорской армии». В том же году был назначен заведующим кафедры, а с 2003 по 2012 год занимал должность заместителя декана исторического факультета по научной работе.

## Научная деятельность
Читает 8 курсов на кафедре древней истории и истории Средних веков на тему древних языков, истории древнего мира, источниковедения. Автор более 220 научных работ. Среди них — большое количество тезисов и докладов с его выступлений на конференциях, статьи в сборниках, включая «Античный мир и археология», статьи в ведущих журналах, включая «Вестник древней истории», 7 монографий и большое количество учебных пособий, большая часть для ННГУ, однако одно из них издано в КДУ, подразделении МГУ. Помимо МГУ оно используется в Иркутском государственном университете и других. Автор нескольких научно-популярных книг на тему римской армии и военной истории Римской империи. Автор переводов работ античных авторов. Входит в редакционный совет серии «Historia militaris» издательства Нестор-История.
Учёное звание доцента присвоено в 1998, профессора — в 2011. Под его руководством защитили диссертации 3 кандидата и 1 доктор наук.

## Список работ

### Монографии и научно-популярные книги
- Армия Римской империи. Очерки традиций и ментальности: Монография. — Н. Новгород: Изд-во ННГУ, 2000. — 235 с.
- Римские войны. Под знаком Марса. — М.: Центрполиграф, 2003. — 447 с. — (Загадки истории). — ISBN 978-5-9524-4537-6.. Два переиздания — в 2010 и 2014 годах.
- Солдаты Римской империи. Традиции военной службы и воинская ментальность. — СПб.: Филологический факультет СПбГУ ; Акра, 2006. — 440 с. — (Исторические исследования). — 1000 экз. — ISBN 5-84650-624-4.
- Махлаюк А. Н.; Негин А. Е. Римские легионы в бою. — М.: Яуза ; Эксмо, 2009. — 512 с. — (Войны мечей). — 2000 экз. — ISBN 978-5-699-55525-3.
- Махлаюк А. Н.; Негин А. Е. Римские легионы: самая полная иллюстрированная энциклопедия. — М.: Яуза ; Эксмо, 2018. — 416 с. — (Лучшие воины в истории). — ISBN 978-5-04-089212-9.
- Махлаюк А. Н.; Негин А. Е. Повседневная жизнь римской армии в эпоху империи: монография. — СПб.: Евразия, 2021. — 512 с. — ISBN 978-5-8071-0536-3.

### Известное учебное пособие
- Махлаюк А. В., Суриков И. Е. Античная историческая мысль и историография. Практикум-хрестоматия / Под общ. ред. А. В. Махлаюка. — М.: КДУ, 2008. — 464 с. — 1000 экз. — ISBN 978-5-98227-451-9.

### Переводы древних авторов
- Дион Кассий. Римская история. Книга 59, 1–30 / перевод А. В. Махлаюка, Н. А. Касаткиной, Е. А. Молева, С. К. Сизова, М. С. Садовской // Из истории античного общества : Межвуз. сб. — Н. Новгород : Издательство ННГУ. — Вып. 6. — С. 64—81.. Также части других книг данного автора в последующих сборниках. В 2014 — единое переиздание[5].
- Три надписи из римской Африки. Перевод с лат. и комм. / Под ред. А. В. Махлаюка // Из истории античного общества. — Н. Новгород : Издательство ННГУ, 2009. — Вып. 12. — С. 264—280.
- Анонимная речь EIS BASILEA (Ael. Arist. Or. XXXV Keil) / Вступительная статья, перев. с древнегреческого и комментарий А. В. Махлаюка // ANTIQVITAS AETERNA / Под ред. А. В. Махлаюка и Е. А. Молева. — Н. Новгород : Издательство ННГУ, 2011. — Вып. 3: Проблемы источниковедения античной истории: Взгляды на историю и историческая информация в трудах античных авторов. — С. 274—294.

### Переводы научных трудов
- Ханиотис Ангелос. Война в эллинистическом мире: Социальная и культурная история = War im The Hellenistic World (англ.) / пер. с англ. А. В. Махлаюка; науч. ред. О. Л. Габелко. — СПб.: Нестор-История, 2013. — 432 с. — (Historia militaris). — ISBN 978-5-90598-794-6.